# Скотт Пилигрим жмёт на газ
«Скотт Пилигри́м жмёт на газ» (англ. Scott Pilgrim Takes Off) — анимационный сериал, разработанный Брайаном Ли О’Мэлли и БенДэвидом Грабински для стримингового сервиса Netflix. Сериал основан на серии комиксов «Скотт Пилигрим», написанной и проиллюстрированной О’Мэлли, все актёры из фильма «Скотт Пилигрим против всех» (2010), предыдущей экранизации комикса, вернулись к своим ролям в английской озвучке. Премьера сериала состоялась 17 ноября 2023 года.

## Синопсис
Скотт Пилигрим встречает девушку своей мечты, Рамону Флауэрс, но узнаёт, что ему нужно победить семерых её злых бывших, чтобы встречаться с ней.

## Роли озвучивали
- Майкл Сера — Скотт Пилигрим
- Мэри Элизабет Уинстэд — Рамона Флауэрс
- Сатья Баба[англ.] — Мэтью Патель
- Киран Калкин — Уоллес Уэллс
- Крис Эванс — Лукас Ли
- Анна Кендрик — Стейси Пилигрим
- Бри Ларсон — Натали В. «Энви» Адамс
- Элисон Пилл — Ким Пайн
- Обри Плаза — Джули Пауэрс
- Брэндон Раут — Тодд Инграм
- Джейсон Шварцман — Гидеон Грейвс / Гордон Гусь
- Джонни Симмонс — «Молодой» Нил Нордеграф
- Марк Уэббер — Стивен Стиллз
- Мэй Уитман — Роксана «Рокси» Рихтер
- Эллен Вонг — Найвс Чау
- Джулиан Кихи[англ.] — Кайл и Кен Катаянаги

## Список серий
| № | Название                                                                              | Режиссёр                           | Автор сценария                       | Раскадровщик                | Дата премьеры  |
| --- | ------------------------------------------------------------------------------------- | ---------------------------------- | ------------------------------------ | --------------------------- | -------------- |
| 1 | «Драгоценная маленькая жизнь Скотта Пилигрима» «Scott Pilgrim's Precious Little Life» | Абель Гонгора                      | Брайан Ли ОʼМэлли БенДэвид Грабински | Абель Гонгора               | 17 ноября 2023 |
| Безработный басист из Торонто Скотт Пилигрим, играющий в группе «Секс Боб-Омб», встречает на вечеринке девушку по имени Рамона Флауэрс, которую часто видит в своих снах. Узнав, что Рамона развозит DVD для Netflix, Скотт пользуется этим и заказывает диск, чтобы пригласить девушку на свидание, хотя сам тем временем встречается с семнадцатилетней школьницей Найвс Чау. Парень и девушка сближаются друг с другом, и в то же время за ними тайно наблюдает Гидеон Грейвс, глава Лиги злых бывших, группы бывших партнёров Рамоны. Он поручает самому слабому члену Лиги Мэтью Пателю убить Скотта на концерте «Секс Боб-Омб». Мэтью прерывает выступление группы и «убивает» Скотта. |                                                                                       |                                    |                                      |                             |                |
| 2 | «Их собственная лига» «A League of Their Own»                                         | Томохиса Симояма                   | Брайан Ли ОʼМэлли БенДэвид Грабински | Томохиса Симояма            | 17 ноября 2023 |
| Похороны Скотта прерываются появлением его бывшей, поп-звезды Энви Адамс, которая исполняет там песню. Мэтью, считающий, что именно он должен стоять во главе Лиги после убийства Скотта, созывает всех злых бывших и бросает Гидеону вызов. Завязывается продолжительный бой, который Гидеон проигрывает, из-за чего ему приходится передать Мэтью право на управление Лигой и всем своим медиа-конгломератом. Во сне Рамона слышит голос Скотта и понимает, что он может быть ещё жив. |                                                                                       |                                    |                                      |                             |                |
| 3 | «Рамона и видео из проката» «Ramona Rents a Video»                                    | Моко-тян                           | Брайан Ли ОʼМэлли БенДэвид Грабински | Моко-тян                    | 17 ноября 2023 |
| «Молодой» Нил Нордеграф, сосед по комнате вокалиста «Секс Боб-Омб» Стивена Стиллза, начинает писать сценарий к фильму. Ночью он просыпается и видит за своим столом таинственную фигуру, а наутро обнаруживает, что его сценарий полностью готов. Рамона просматривает записи с камер наблюдения со дня смерти Скотта и замечает, что прямо перед ударом Мэтью неизвестный утащил Скотта в портал. Бывшая девушка Стивена Джули Пауэрс советует поговорить с барабанщицей «Секс Боб-Омб» и бывшей девушкой Скотта Ким Пайн, но пока Рамона разговаривает с Ким, на неё нападает её злая бывшая Рокси Рихтер. В процессе боя Рамона просит прощения у Рокси за то, каким образом она её бросила, и девушки мирятся. Подавленный Гидеон приходит к своей бывшей однокласснице Джули (которая называет Гидеона его настоящим именем — «Гордон Гусь»), и та приветствует его с теплотой. |                                                                                       |                                    |                                      |                             |                |
| 4 | «Всё равно» «Whatever»                                                                | Акитоси Ёкояма                     | Брайан Ли ОʼМэлли БенДэвид Грабински | Акитоси Ёкояма              | 17 ноября 2023 |
| Рамона приходит к своему злому бывшему и известному актёру Лукасу Ли, чтобы узнать, связан ли он каким-то образом с порталом. Лукас получил главную роль в фильме Нила «Драгоценная маленькая жизнь Скотта Пилигрима», который рассказывает о том, что было бы, если бы Скотт победил Мэтью. Сосед Скотта Уоллес Уэллс в этом фильме играет сам себя. На Лукаса и Рамону нападают папарацци, узнавшие о том, что он встречается с актрисой, играющей Найвс, и после долгой и утомительной битвы они с Рамоной налаживают отношения, после чего та помогает актёру покинуть студию. После того как от Лукаса отказывается его агент, он подтверждает, что не имеет отношения к порталу, через который похитили Скотта. Позднее открывается портал, из которого выходит злой бывший и веган со сверхспособностями Тодд Инграм, пришедший на пробы на роль Скотта, что вызывает у Рамоны подозрения. |                                                                                       |                                    |                                      |                             |                |
| 5 | «Свет. Камера. Искры?!» «Lights. Camera. Sparks?!»                                    | Русио Морияма                      | Брайан Ли ОʼМэлли БенДэвид Грабински | Русио Морияма               | 17 ноября 2023 |
| Рамона становится дублёршей Энви (играющей Рамону), в то время как Уоллес соблазняет Тодда. Энви заставляет Рамону сражаться с дублёрами Уоллеса, а он сам тем временем сообщает Тодду, что у него нет к нему чувств, вследствие чего Тодд апатично нарушает «веганский кодекс» и лишается суперсил. Пока Энви и Рамона пытаются его вразумить, последняя показывает им запись и Энви делает вывод, что портал создал не Тодд. Мэтью, новый владелец студии, сворачивает производство фильма и рассказывает Рамоне о том, что Гордон встречается с Джули. |                                                                                       |                                    |                                      |                             |                |
| 6 | «Кто это сделал» «WHODIDIT»                                                           | Такакадзу Нагамото                 | Брайан Ли ОʼМэлли БенДэвид Грабински | Мари Мотохаси               | 17 ноября 2023 |
| Гордон заводит дружбу с лишившимся работы Лукасом. Джули объясняет Рамоне, что Гидеон слишком подавлен, чтобы замышлять что-то плохое в отношении Скотта, а по возвращении домой девушки замечают робота, преследовавшего Рамону, который тут же сбегает. Рамона понимает, что робота-вегана, способного создавать порталы, создали другие её злые бывшие, близнецы Катаянаги. Друзья сообщают ей, что Нил не писал сценарий, а сами они узнали о том, что неизвестный написал его спустя четырнадцать лет. Скотт появляется на пороге Рамоны, подтверждая её теорию, но заявляя, что за всем стоит он сам. |                                                                                       |                                    |                                      |                             |                |
| 7 | «Двойной Скотт Пилигрим» «2 Scott 2 Pilgrim»                                          | Кэндзи Маэба                       | Брайан Ли ОʼМэлли БенДэвид Грабински | Кэндзи Маэба                | 17 ноября 2023 |
| В процессе боя с Мэтью Скотта забирает его версия из будущего, которая рассказывает о том, как после победы над Лигой он женился на Рамоне, но впоследствии развёлся. Вместе с близнецами он основал группу, и с помощью их робота и утащил Скотта в будущее. Старый Скотт отказывается возвращать его назад, пока он не бросит попытки добиться Рамоны, и Скотт из настоящего с помощью робота наблюдает за тем, как Рамона пытается найти его. Он встречается со старой Рамоной, которая рассказывает, что взяла мемуары старого Нила, адаптировала их в сценарий, отправилась в прошлое и перенесла текст на компьютер Нила. Старая Рамона отправляет Скотта назад в прошлое. Рассказав обо всём этом, Скотт извиняется перед Найвс и пытается поцеловать Рамону, но обнаруживает между их губами силовое поле. Подозревая Лигу, они отправляются на премьеру мюзикла Мэтью «Драгоценная маленькая жизнь Скотта Пилигрима». |                                                                                       |                                    |                                      |                             |                |
| 8 | «Все против Скотта Пилигрима» «The World Vs Scott Pilgrim»                            | Такуя Фудзикура Такакадзу Нагатомо | Брайан Ли ОʼМэлли БенДэвид Грабински | Абель Гонгора Мари Мотохаси | 17 ноября 2023 |
| Скотт и Рамона приходят к выводу, что никто из злых бывших не создавал поле. Во время выступления Мэтью обезумевший старый Скотт телепортирует Скотта из настоящего, его друзей, Рамону и Лигу в подпространство и рассказывает, что поле создал он. Группа сражается с ним, но все, кроме Скотта и Рамоны, телепортируются обратно. В бой вмешивается старая Рамона, которая сообщает старому Скотту, что любила его, когда они разошлись, но его текущее состояние её отталкивает. Рамона решает, что ей не стоит убегать от того, что она любит, и сливается с собой из будущего, создавая «Супер-Рамону», которая отправляет старого Скотта в будущее и успешно целует Скотта из настоящего. Они возвращаются в театр, где Мэтью узнаёт, что Гордон и Джули хотели взорвать сцену, но вместо того, чтобы наказать их, возвращает Гордону его собственность, так как испытывает стресс от владения ей. Лукас устраивается на работу баристой в кофейне, где работает сестра Скотта, Уоллес на заработанные на фильме деньги едет в отпуск в Париж, где встречает своего парня, Найвс присоединяется к составу «Секс Боб-Омб» в качестве клавишника, а Рамона продолжает работать дублёршей. |                                                                                       |                                    |                                      |                             |                |

## Производство

### Разработка
В январе 2022 года стало известно о том, что Netflix и Universal Content Productions разрабатывают аниме-сериал на основе серии комиксов Брайана Ли ОʼМэлли «Скотт Пилигрим»; к тому моменту Netflix заказал ещё несколько аниме и мультфильмов на основе другой известной интеллектуальной собственности. О’Мэлли выступает шоураннером, сценаристом и исполнительным продюсером наряду с БенДэвидом Грабински, режиссёром стал Абель Гонгора. Эдгар Райт и Майкл Бэколл, режиссёр и сценарист фильма «Скотт Пилигрим против всех» (2010) соответственно, также стали исполнительными продюсерами. Анимацией занимается японская студия Science Saru. В марте 2023 года было объявлено, что сериалу официально был дан «зелёный свет», а Райт отметил, что проект расширит вселенную «Скотта Пилигрима».

### Подбор актёров
30 марта 2023 года Netflix выпустил видеоролик, в котором был представлен актёрский состав из экранизации 2010 года, члены которого вернулись к своим ролям в озвучке аниме. Райт собрал всех этих актёров для фильма и помог убедить их вернуться для аниме. Он назвал процесс кастинга и работы над фильмом «одним из самых гордых и приятных достижений в [его] карьере». Ранее команда воссоединялась для празднования десятилетней годовщины премьеры фильма, причём они уже тогда были рады создать ещё один проект во вселенной «Скотта Пилигрима». При объявлении актёрского состава не были упомянуты Сёта и Кэйта Сайто, сыгравшие в фильме близнецов Катаянаги, у которых были роли без слов; вскоре стало известно, что обоих близнецов озвучил Джулиан Кихи. Съёмочная группа подтвердила, что остальные члены актёрского состава будут объявлены позднее.

### Написание сценария
Начиная работу над сценарием, О’Мэлли и Грабински хотели сохранить в сериале дух комикса и фильма, при этом осовременив некоторые элементы, изменившиеся за двадцать лет с момента выхода оригинала. Изменения коснулись работы Рамоны — теперь она развозит не посылки из Amazon, а DVD от Netflix, — и расширения предысторий злых бывших.

### Музыка
Композитором сериала выступил Джозеф Трапанезе, который также написал песни совместно с группой Anamanaguchi, участвовавшей в создании саундтрека к видеоигре Scott Pilgrim vs. the World: The Game. Начальную тему сериала, песню «Bloom», исполнила японская рок-группа Necry Talkie.

## Премьера
30 марта 2023 года Райт в своих соцсетях сообщил, что релиз состоится «уже скоро». В августе того же года Netflix подтвердил, что премьера сериала, состоящего из восьми эпизодов, назначена на 17 ноября.

## Приём
На сайте-агрегаторе рецензий Rotten Tomatoes сериал имеет рейтинг 100 % на основе 33 отзывов со средней оценкой 8,3 / 10. Консенсус сайта гласит: «Сохраняя душу и остроумие оригинального фильма и в то же время прокладывая для себя новый путь, „Скотт Пилигрим“ жмёт на газ в анимационной среде, да так, что поднимается пар». На Metacritic у аниме 85 баллов из 100 на основе 19 рецензий, что соответствует «всеобщему признанию».